# 東久留米駅

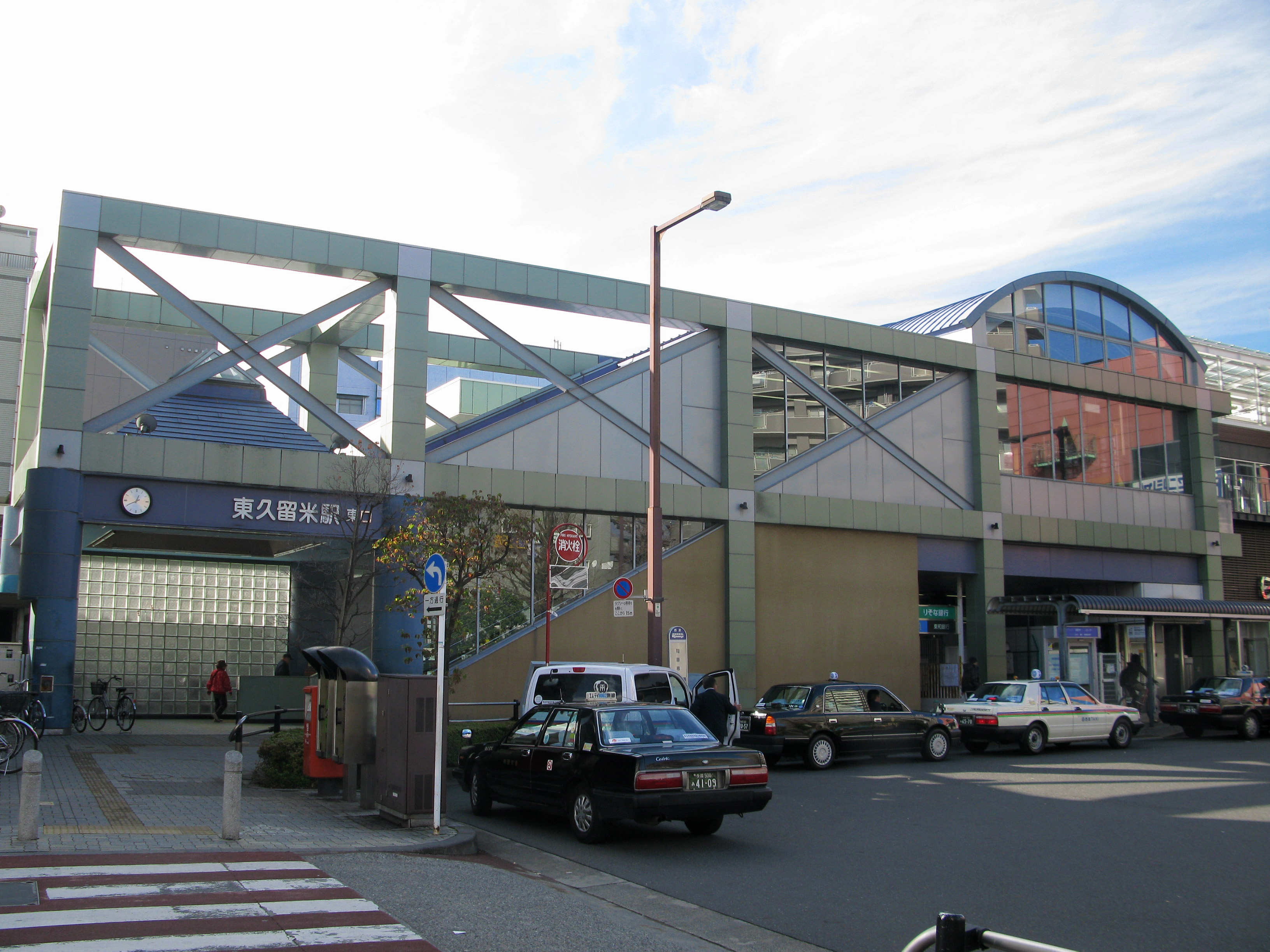
東口（2012年12月）

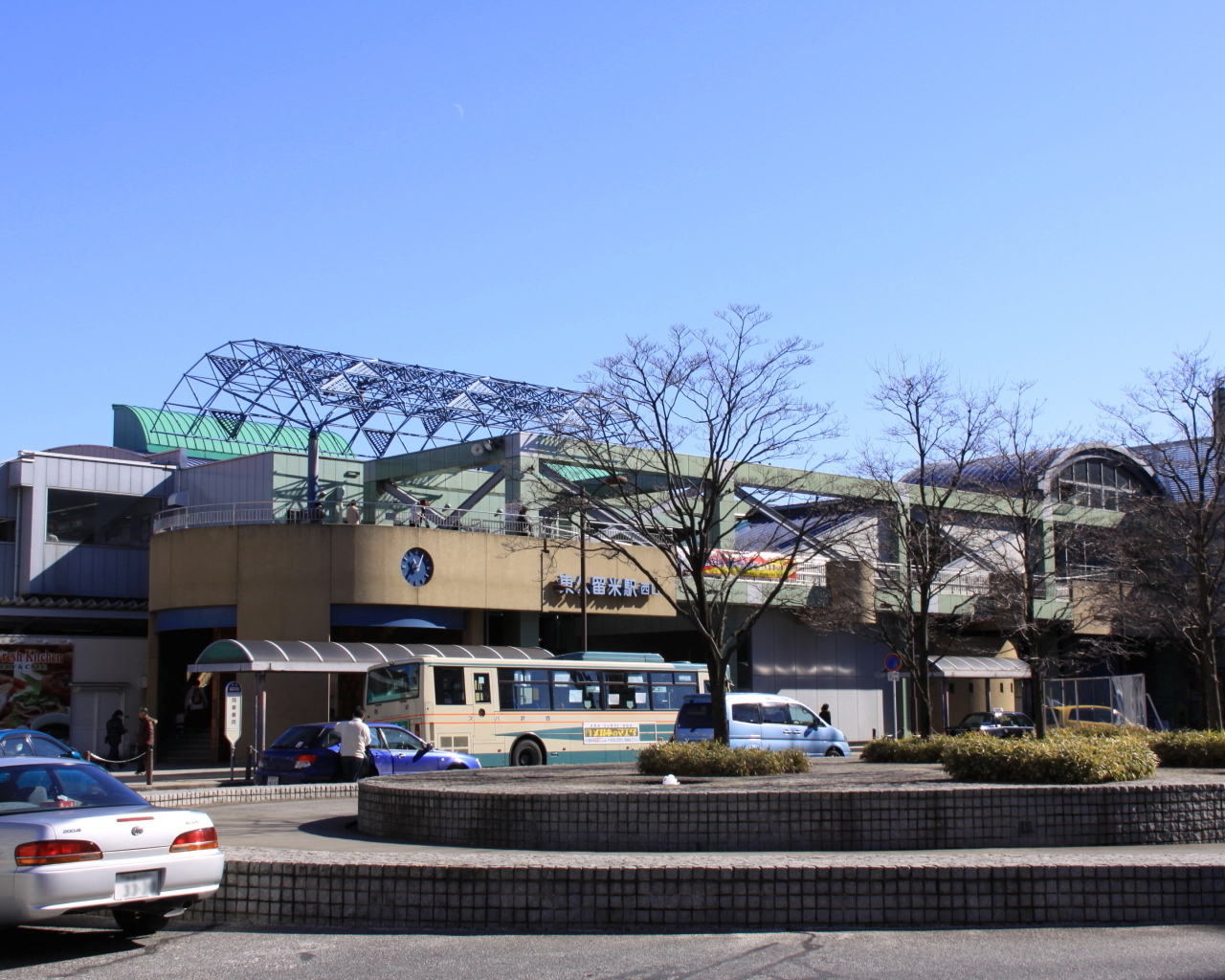
西口（2009年2月）

東久留米駅（ひがしくるめえき）は、東京都東久留米市東本町にある、西武鉄道池袋線の駅。駅番号はSI14。

## 歴史
- 1915年（大正4年）4月15日 - 武蔵野鉄道が池袋 - 飯能間で営業を開始するにあたり開業[1]。現行の駅周辺部の地主が土地を提供し[2]、当地に開設された[1]。なお、当時の隣の駅は保谷駅と所沢駅であった。
- 1944年（昭和19年）8月 - 現在の西東京市谷戸にあった中島航空金属[3]までの鉄道敷設認可（2.84km）（正式名称は東久留米駅構外線）[4][5]。
- 1970年（昭和45年）
  - ホームを相対式に改築、跨線橋を設置[6]。
  - 10月1日 - 所在地の久留米町が市制を施行する。当駅の名称が定着していたこともあり、新市名は東久留米市となった[7]。
- 1994年（平成6年）11月16日 - 橋上駅舎が完成[8]。西口・東口を新設。西口にはエレベーターも設置（東口は後年設置）。
- 1999年（平成11年） - 関東の駅百選に選定される[9]。選定理由は「住民参加によりデザインされたユニークでコミュニティー的駅」[9]。
- 2005年（平成17年）10月 - 駅舎西口にある「富士見テラス」が「関東の富士見百景」に選定される[10]。
- 2009年（平成21年）8月1日 - 駅前商店街で開催されたイベントに合わせて、同日12時から17時の間に限り、北口駅舎の駅名標示板を同駅舎がモデルとなった『めぞん一刻』の『時計坂駅』に変更[11][12][13]。
- 2010年（平成22年）5月29日 - 北口駅舎跡地に商業施設「Emio東久留米」がオープン[14]。

戦後直後の京王井の頭線には、吉祥寺駅から西武新宿線田無駅を経由して当駅まで延伸する計画が存在した。この延伸計画は、その後頓挫してしまったが、現在では、当駅から井の頭線の起点の渋谷駅へは、東京メトロ副都心線を経由して、乗換えなしに向かうことができている。

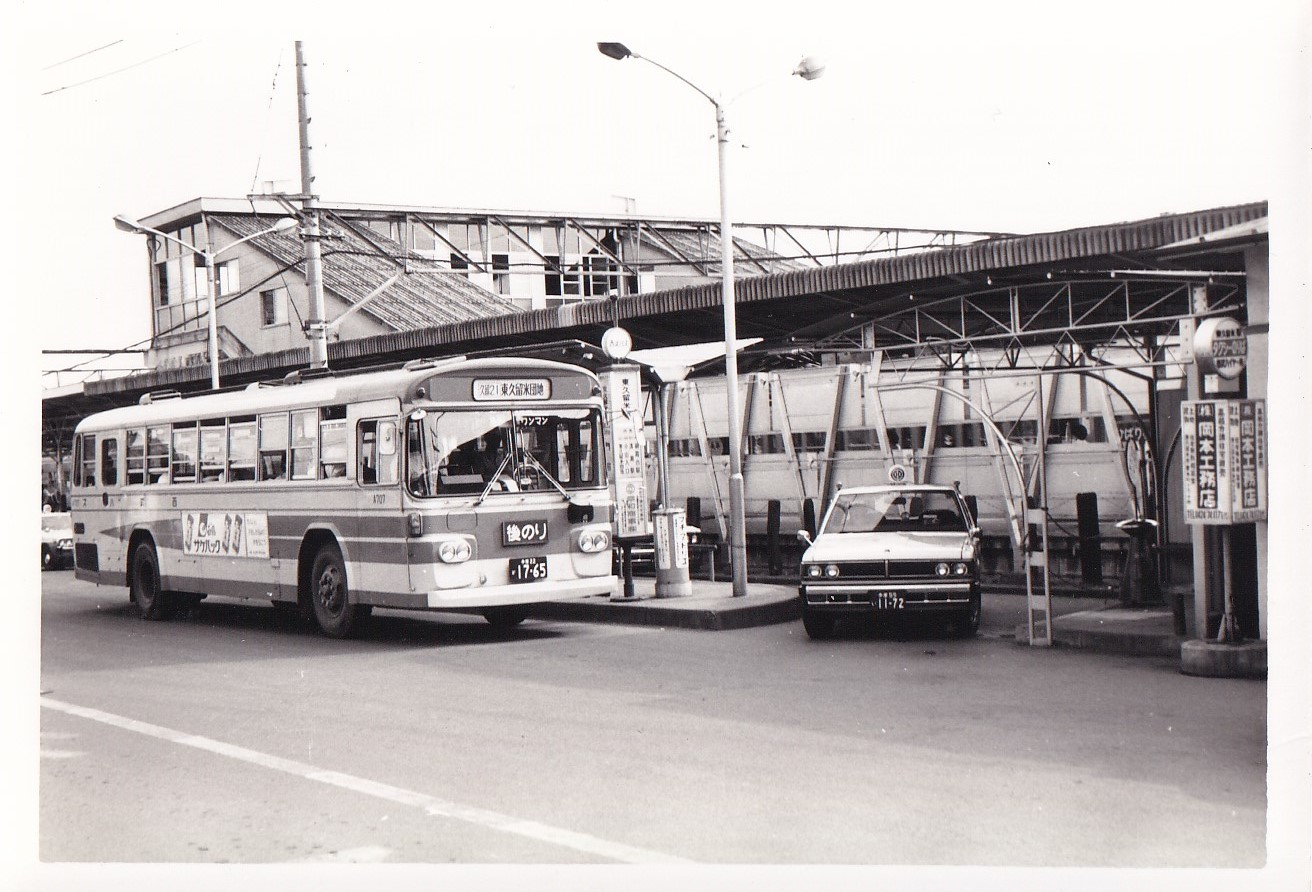
駅前ロータリー（1980年）

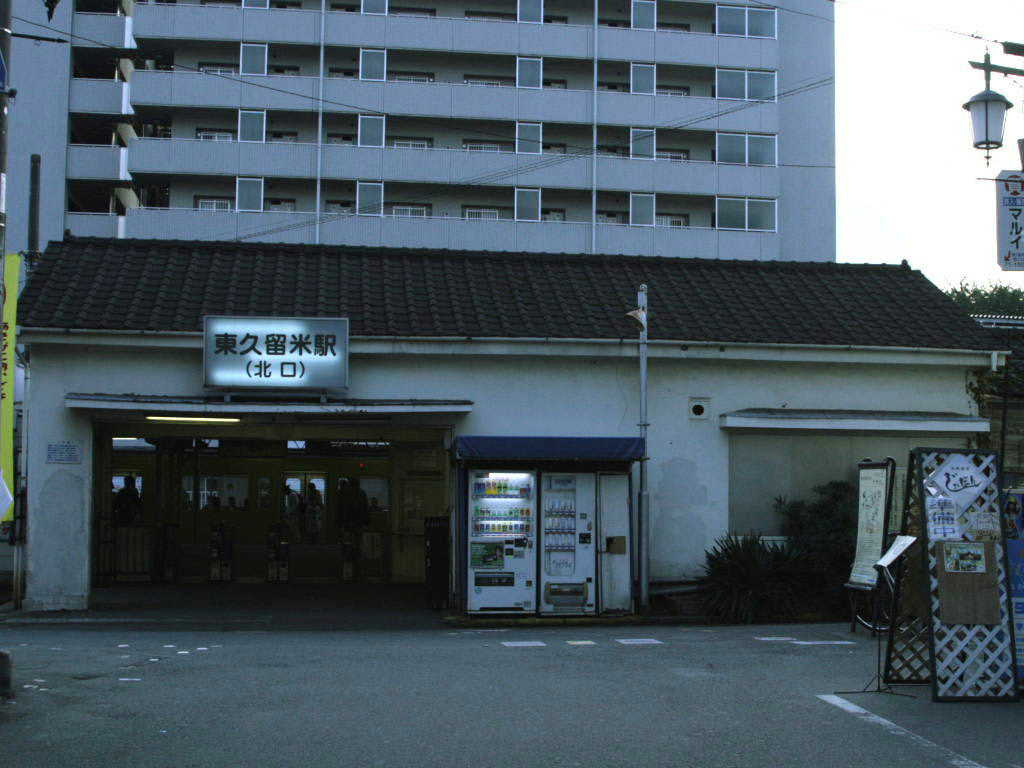
旧北口駅舎（2006年11月）

### 中島航空金属専用線
1938年中島飛行機は現在の武蔵野市にエンジン工場を建設。武蔵野工場と名付けた。1943年9月には軍需工場の指定をうける。その関連施設として現在の西東京市谷戸に田無鋳鍛工場を建設した。1939年に独立し中島航空金属株式会社が設立される。当初鋳物製造に必要な砂を馬車で運んでいたが至近の東久留米駅まで線路 (2.84km) を敷設することを計画。1944年8月認可を受けている（正式名称は東久留米駅構外線）。小型の蒸気機関車（元熊延鉄道3号機）により砂を運んでいたという。しかし1年で敗戦を迎える。その後中島航空金属は清算会社瑞穂産業となり専用線用地を京王帝都電鉄に売却しようとする。これに対し西武鉄道は無断で専用線を売却することに抗議。ついに訴訟に持ち込まれることになる。結局は和解により売却話はなくなった。

## 駅構造
相対式ホーム2面2線を持つ地上駅で、橋上駅舎を有している。駅舎の出入口は東口と西口に加え、連絡通路で結ばれる形で北口（東口・西口が開設されるまでの旧来の駅前広場）がある。また、橋上駅舎の西口側には富士山を見られる「富士見テラス」が設置されていたが、耐震性の問題から撤去されることになった（1994年の建設当時、同駅の西口昇降施設は建築基準法に定める建築確認申請がなされていないことが明らかとなり、富士見テラスを支える壁面の基準耐力の不足が確認されたため、2021年10月から利用を制限していた。その後、富士見テラス部の耐震強化工事を行うには基礎からの補強が必要になり、工事難易度や費用の観点から2022年9月29日に東久留米市が除却を決定した）。
元々は貨物列車の発着に対応するべく側線が設けられており、島式ホームの形態であった。1970年に現行の相対式とされたが、側線の跡地がホームの外側に残っている。これは「東久留米駅構外線」の名称で戦時中にあった中島飛行機関連工場への専用線の名残りであり、ひばりが丘団地の建設資材を運んだ時期もあった。専用線跡は一部が公有化されて遊歩道「たての緑道」となり 、また上部に送電線が通っている。
エスカレーターは東口・西口地上部と改札外コンコース間に各1基、北口地上部と連絡通路間に2基および改札内コンコースと各ホーム間に各1基の合計6基、エレベーターは東口・西口・北口に各1基、改札内コンコースと各ホーム間に各1基の合計5基が設置されている。
トイレは2階改札内と西口改札外1階にあり、いずれも多機能トイレを併設している。

### のりば
| ホーム | 路線   | 方向 | 行先                               |
| ------ | ------ | ---- | ---------------------------------- |
| 1      | 池袋線 | 上り | 練馬・池袋・新木場・渋谷・横浜方面 |
| 2      | 池袋線 | 下り | 所沢・飯能・西武秩父方面           |

（出典：西武鉄道:駅構内図）
- 東京メトロ副都心線・東急東横線経由みなとみらい線直通列車は、日中最低でも速達系統の停車駅などで1回以上の乗り換えが必要である。
- 飯能駅から先へは飯能駅などで乗り換える必要がある。

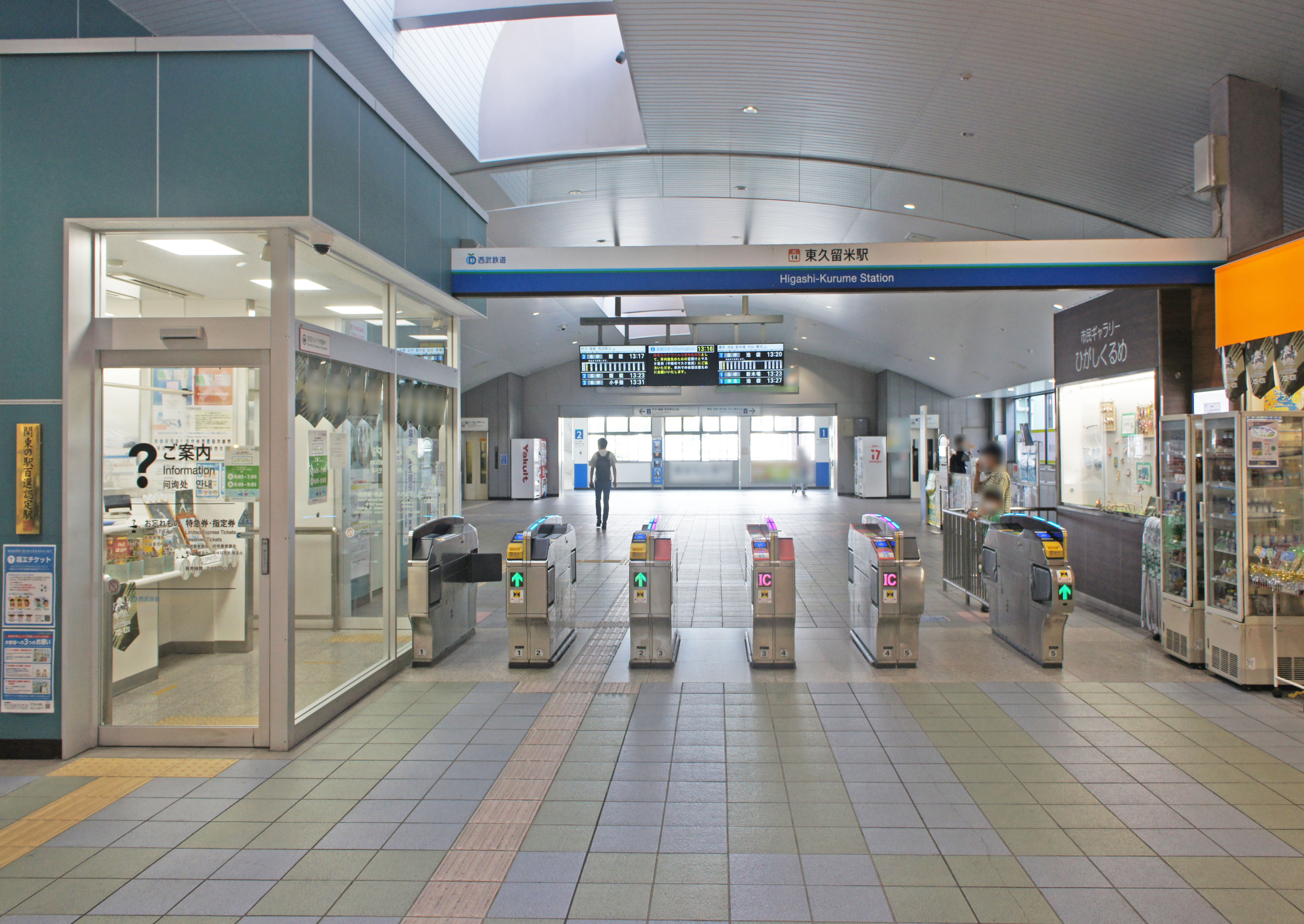
改札口（2022年7月）
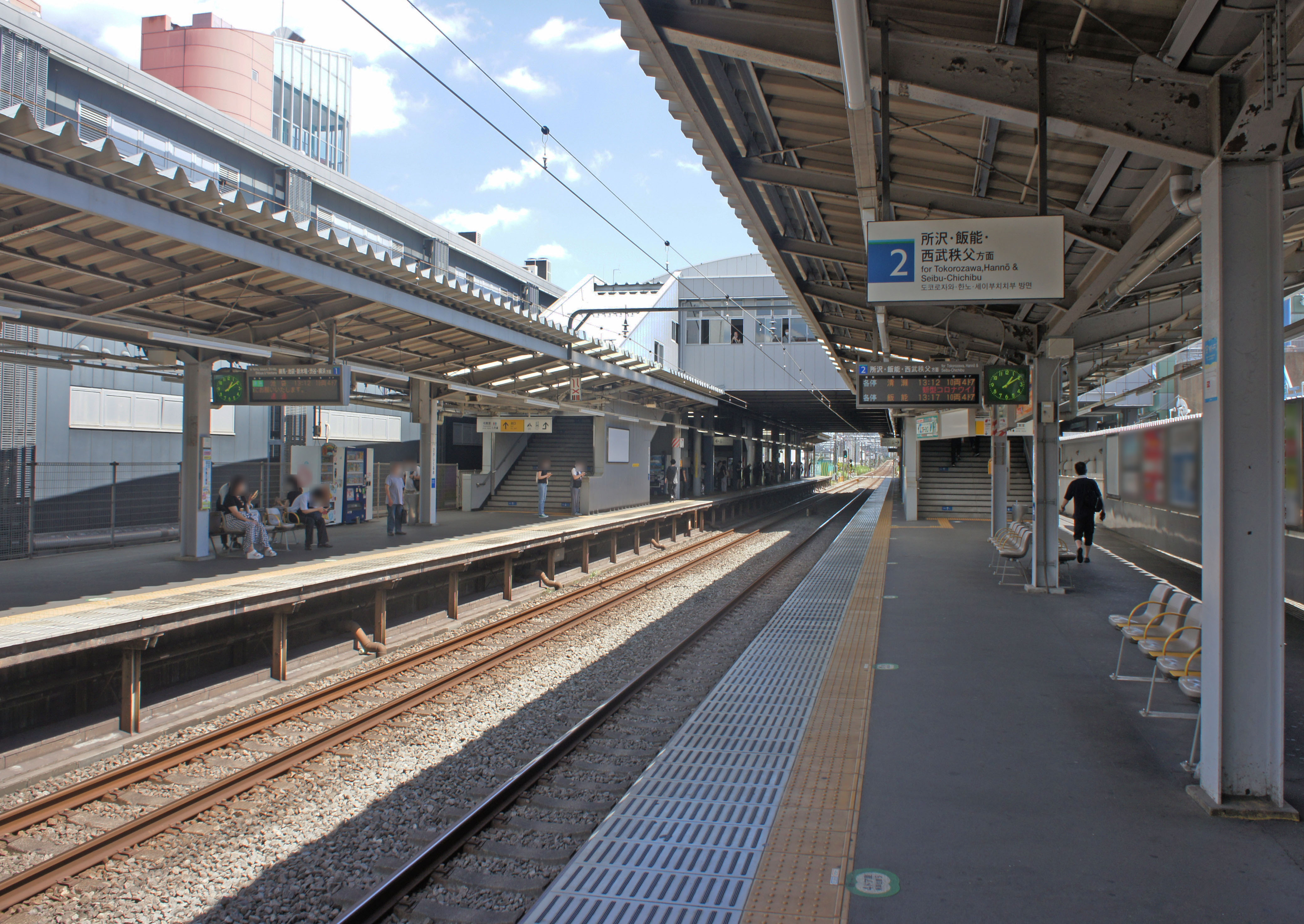
ホーム（2022年7月）

### 北口改修工事

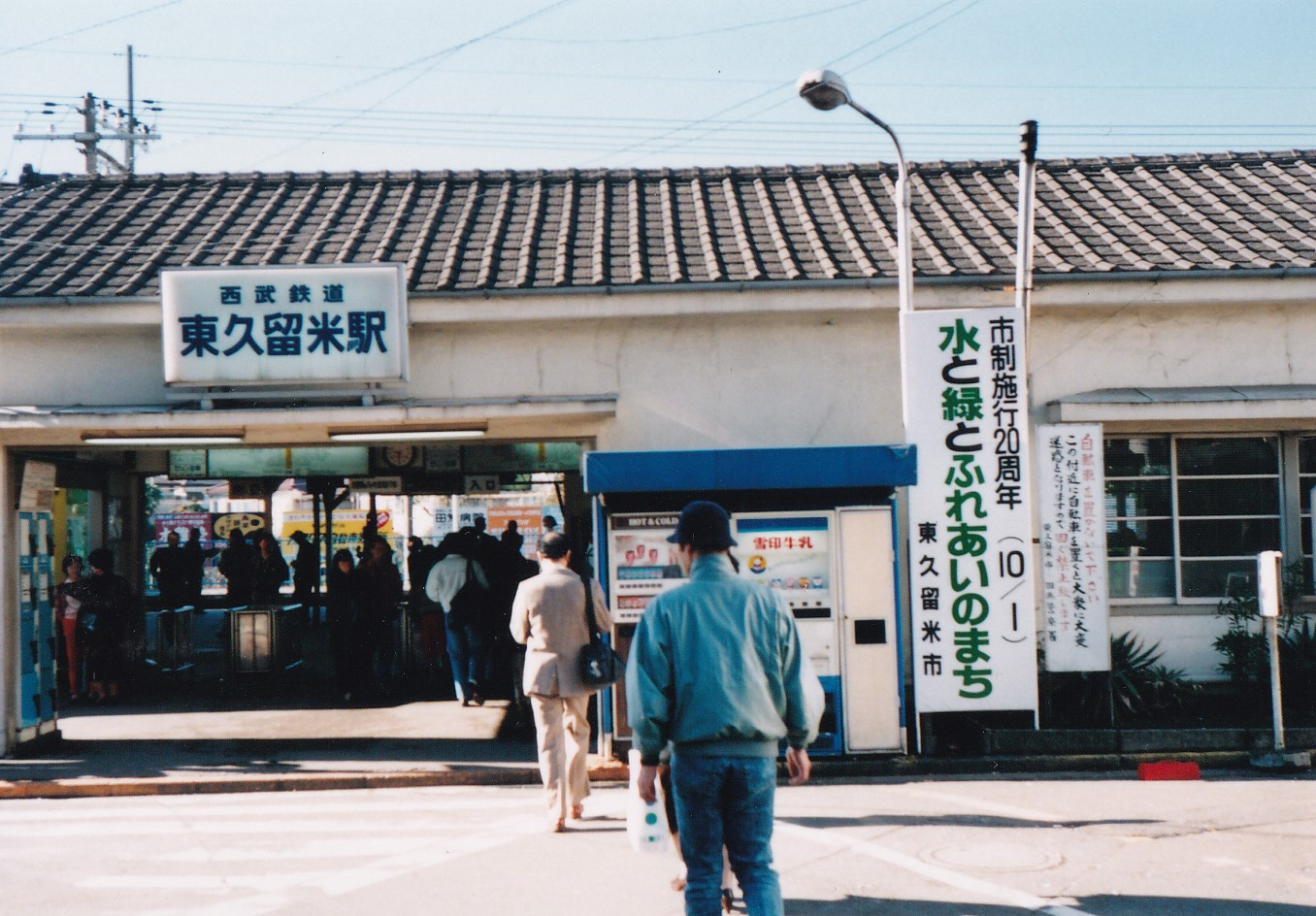
1990年に撮影された東久留米駅旧北口、2010年に閉鎖された。

1949年に建設された木造の北口駅舎は、高橋留美子の漫画『めぞん一刻』に登場する「時計坂駅」のモデルとなった。その駅舎も老朽化に伴い建て替えが行われた。
本格的な改修工事は2009年6月から始まった。その間の同年8月1日には、駅前商店街で開催されたイベントに合わせて同日12時から17時の間に限り駅名標を駅舎がモデルとなった『時計坂駅』に変更した。その後、2010年1月に北口改札は閉鎖されて、北口駅舎も解体された。
駅舎跡地には2010年5月29日に「Emio東久留米」が開業した。

## 利用状況
2024年（令和6年）度の1日平均乗降人員は51,222人である。西武鉄道全92駅中16位。2009年度までは、東隣のひばりヶ丘駅と同様に微増傾向であった。石神井公園駅～所沢駅間で最も乗降客数が少ないが、朝のラッシュ時は通勤急行・快速・通勤準急・準急が停車する。
近年の1日平均乗降・乗車人員の推移は下表のとおりである。
| 年度               | 1日平均 乗降人員 | 1日平均 乗車人員 | 出典     |
| ------------------ | ---------------- | ---------------- | -------- |
| 1990年（平成02年） |                  | 21,860           | [ * 1 ]  |
| 1991年（平成03年） |                  | 21,984           | [ * 2 ]  |
| 1992年（平成04年） |                  | 22,074           | [ * 3 ]  |
| 1993年（平成05年） |                  | 21,975           | [ * 4 ]  |
| 1994年（平成06年） |                  | 22,395           | [ * 5 ]  |
| 1995年（平成07年） |                  | 22,582           | [ * 6 ]  |
| 1996年（平成08年） |                  | 22,962           | [ * 7 ]  |
| 1997年（平成09年） |                  | 23,170           | [ * 8 ]  |
| 1998年（平成10年） |                  | 23,701           | [ * 9 ]  |
| 1999年（平成11年） |                  | 23,959           | [ * 10 ] |
| 2000年（平成12年） |                  | 24,033           | [ * 11 ] |
| 2001年（平成13年） | 47,798           | 24,216           | [ * 12 ] |
| 2002年（平成14年） | 47,719           | 24,148           | [ * 13 ] |
| 2003年（平成15年） | 48,673           | 24,607           | [ * 14 ] |
| 2004年（平成16年） | 48,983           | 24,759           | [ * 15 ] |
| 2005年（平成17年） | 49,205           | 24,874           | [ * 16 ] |
| 2006年（平成18年） | 49,754           | 25,121           | [ * 17 ] |
| 2007年（平成19年） | 50,840           | 25,642           | [ * 18 ] |
| 2008年（平成20年） | 51,791           | 26,063           | [ * 19 ] |
| 2009年（平成21年） | 52,302           | 26,288           | [ * 20 ] |
| 2010年（平成22年） | 52,275           | 26,129           | [ * 21 ] |
| 2011年（平成23年） | 51,808           | 25,858           | [ * 22 ] |
| 2012年（平成24年） | 52,520           | 26,214           | [ * 23 ] |
| 2013年（平成25年） | 53,547           | 26,751           | [ * 24 ] |
| 2014年（平成26年） | 52,953           | 26,463           | [ * 25 ] |
| 2015年（平成27年） | 53,984           | 26,973           | [ * 26 ] |
| 2016年（平成28年） | 54,386           | 27,192           | [ * 27 ] |
| 2017年（平成29年） | 54,949           | 27,458           | [ * 28 ] |
| 2018年（平成30年） | 55,076           | 27,515           | [ * 29 ] |
| 2019年（令和元年） | 54,968           | 27,470           | [ * 30 ] |
| 2020年（令和02年） | 41,462           |                  |          |
| 2021年（令和03年） | 44,425           |                  |          |
| 2022年（令和04年） | 48,688           |                  |          |
| 2023年（令和05年） | 50,217           |                  |          |
| 2024年（令和06年） | 51,222           |                  |          |

## 駅周辺

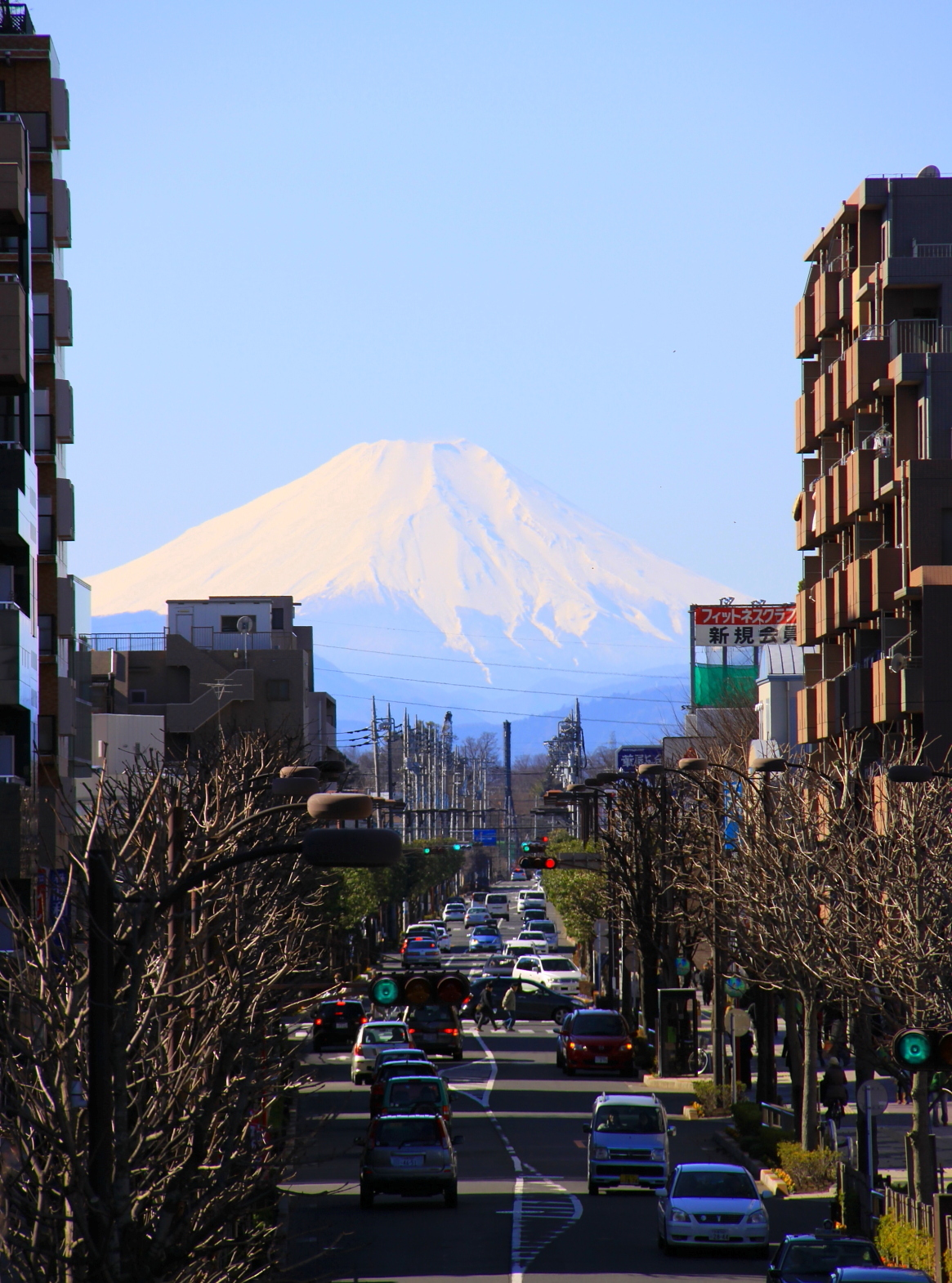
富士見テラスから望む富士山（2009年冬）

西口ロータリーから市役所方向に一直線に延びている道路は「まろにえ富士見通り」と呼ばれ、駅2階にある「富士見テラス」からこの通りの方向を見ると、天候にもよるが富士山がはっきり見え、関東の富士見百景に選出されている。また、毎年冬至前後には、日没の頃にここから富士山を望むと、夕日が富士山の山頂にかかって沈んでいく「ダイヤモンド富士」と呼ばれる現象が見られる。
2007年元日付読売新聞東京本社版の1面カラー写真に「富士見テラス」から撮影された富士山が採用された。
駅周辺は土地区画整理事業によってマンションが多数建設された。

### 駅ナカ店舗

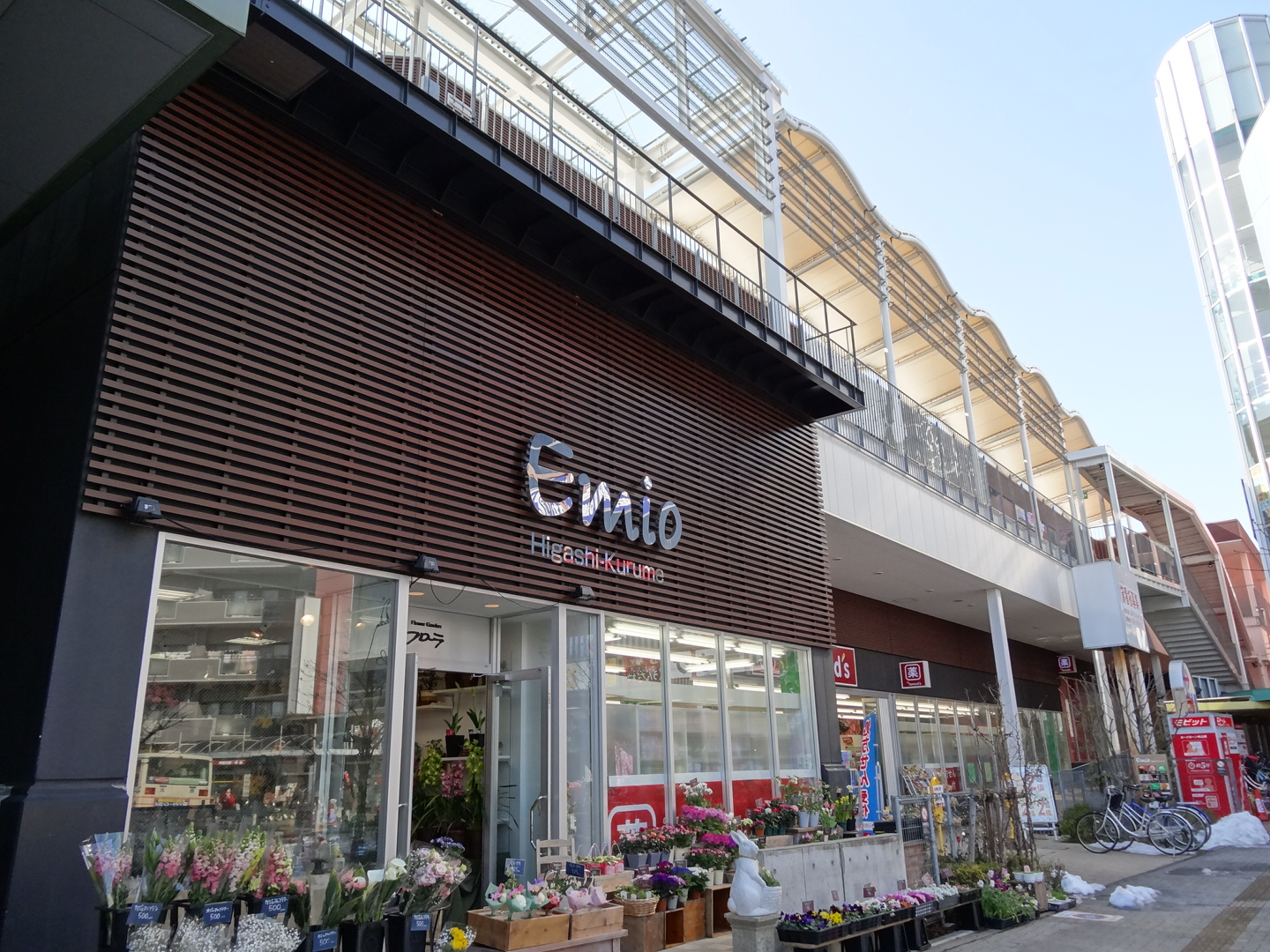
東口側から見たEmio東久留米

出店店舗の詳細は西武プロパティーズショッピング＆グルメ情報ポータル『東久留米駅』を参照。
- 東久留米市役所 東久留米駅市民サービスコーナー
- Emio東久留米
  - 成城石井 エミオ東久留米店

### 北口
- 警視庁田無警察署 門前地域安全センター（旧・門前交番）
- 東久留米市立第二小学校
- 東京学芸大学附属特別支援学校
- 東久留米市教育センター中央相談室
- 東久留米市コミュニティホール東本町
- 東京都道・埼玉県道234号前沢保谷線
- マルエツ 東久留米店
- サンドラッグ 東久留米店
- イオンバイク 東久留米北口店

### 西口
- 東久留米市役所
  - 東久留米市民プラザ
- 東久留米市 スペース105
- 東久留米市男女平等推進センター
- 東久留米郵便局
- 東久留米本町郵便局 - 旧特定局、風景印あり。
- 田無警察署 南沢交番
- 東京消防庁 東久留米消防署
- イトーヨーカドー 東久留米店
- スーパーヤマザキ 東久留米西口店
- マツモトキヨシ 東久留米西口店
- 東久留米自動車教習所
- 多聞寺
- みずほ銀行 東久留米支店
- りそな銀行 東久留米支店
- きらぼし銀行 東久留米支店
- 東和銀行 東久留米中央支店
- 多摩信用金庫 東久留米支店
- 西武信用金庫 東久留米支店
- 青梅信用金庫 東久留米支店
- 東横INN西武池袋線東久留米駅西口

### 東口
- 田無警察署 東久留米駅前交番
- 東久留米消防署 新川出張所
- 東久留米市立東部地域センター
  - 東久留米市立東部図書館
  - 東久留米市大門町地区センター
  - 東久留米市立けやき児童館
  - 東久留米市東部地域包括支援センター
- 東久留米市スポーツセンター
- 東久留米大門郵便局
- 浄牧院
- 東京都道125号東久留米停車場線
- クリスチャン・アカデミー・イン・ジャパン（インターナショナルスクール）
- スーパーヤマザキ 東久留米東口店

## バス路線
2023年4月1日より、新座市コミュニティバス「にいバス」が当駅東口へ乗り入れを開始した。運行は東武バスが受託、にいバスを除く一般路線は西武バスにより運行されており、全路線が当駅を起・終点とする。
| のりば | 停留所名       | 運行事業者         | 系統・行先                                                                                     | 備考                                                                         |
| ------ | -------------- | ------------------ | ---------------------------------------------------------------------------------------------- | ---------------------------------------------------------------------------- |
| 1      | 東久留米駅東口 | 西武バス・東武バス | 久留21：東久留米団地 久留22‐1：新座営業所 久留22：朝霞台駅 久留23：新座駅南口 久留24：小山入口 | 「久留21」系統・「久留22-1」系統は深夜バス運行あり、にいバスのみ東武バス運行 |
| 2      | 東久留米駅東口 | 西武バス・東武バス | にいバス：新座市役所・新座駅南口                                                               | 1日数本のみ、東武バスウエストによる運行、西武バスの降車専用ポールと共用      |
| 1      | 東久留米駅西口 | 西武バス・東武バス | 武21：武蔵小金井駅 滝山営業所 イオンモールシャトル：イオンモール東久留米                       | 「イオンモールシャトル」は100円均一                                          |
| 2      | 東久留米駅西口 | 西武バス・東武バス | 武12：武蔵小金井駅 久留52：滝山営業所                                                          |                                                                              |

## 隣の駅
西武鉄道
 池袋線
■快速急行・■急行
通過
■通勤急行（上りのみ運転）
保谷駅 (SI12) ← 東久留米駅 (SI14) ← 所沢駅 (SI17)
■快速・■通勤準急・■準急・■各駅停車（通勤準急は上りのみ運転）
ひばりヶ丘駅 (SI13) - 東久留米駅 (SI14) - 清瀬駅 (SI15)

#### 利用状況に関する出典
東京都統計年鑑
1. ↑  東京都統計年鑑（平成2年）
2. ↑  東京都統計年鑑（平成3年）
3. ↑  東京都統計年鑑（平成4年）
4. ↑  東京都統計年鑑（平成5年）
5. ↑  東京都統計年鑑（平成6年）
6. ↑  東京都統計年鑑（平成7年）
7. ↑  東京都統計年鑑（平成8年）
8. ↑  東京都統計年鑑（平成9年）
9. ↑  東京都統計年鑑（平成10年） (PDF)
10. ↑  東京都統計年鑑（平成11年） (PDF)
11. ↑  東京都統計年鑑（平成12年）
12. ↑  東京都統計年鑑（平成13年）
13. ↑  東京都統計年鑑（平成14年）
14. ↑  東京都統計年鑑（平成15年）
15. ↑  東京都統計年鑑（平成16年）
16. ↑  東京都統計年鑑（平成17年）
17. ↑  東京都統計年鑑（平成18年）
18. ↑  東京都統計年鑑（平成19年）
19. ↑  東京都統計年鑑（平成20年）
20. ↑  東京都統計年鑑（平成21年）
21. ↑  東京都統計年鑑（平成22年）
22. ↑  東京都統計年鑑（平成23年）
23. ↑  東京都統計年鑑（平成24年）
24. ↑  東京都統計年鑑（平成25年）
25. ↑  東京都統計年鑑（平成26年）
26. ↑  東京都統計年鑑（平成27年）
27. ↑  東京都統計年鑑（平成28年）
28. ↑  東京都統計年鑑（平成29年）
29. ↑  東京都統計年鑑（平成30年）
30. ↑  東京都統計年鑑（平成31年・令和元年）

西武鉄道の1日平均利用客数
1. 1 2 3  “駅別乗降人員（2024年度１日平均）” (pdf).   西武鉄道. 2025年6月7日閲覧。
2. ↑  「駅別乗降人員（一日平均）の推移」No.1 2001年度 - 2005年度 池袋線・西武秩父線・西武有楽町線・豊島線・狭山線・山口線 (PDF) [リンク切れ] - 西武鉄道
3. ↑  「駅別乗降人員（一日平均）の推移」No.1 2002年度 - 2006年度 池袋線・西武秩父線・西武有楽町線・豊島線・狭山線・山口線 (PDF) [リンク切れ] - 西武鉄道
4. ↑  駅別乗降人員（2020年度1日平均） - ウェイバックマシン（2021年9月23日アーカイブ分）、2022年8月18日閲覧
5. ↑  駅別乗降人員（2021年度1日平均） - ウェイバックマシン（2022年7月8日アーカイブ分）、2022年8月18日閲覧
6. ↑  “駅別乗降人員（2022年度1日平均）” (pdf).   西武鉄道. 2023年7月22日閲覧。
7. ↑  “駅別乗降人員（2023年度１日平均）” (pdf).   西武鉄道. 2024年6月21日閲覧。